# 天佑侠
天佑俠（日语：／ Ten’yūkyō */?），是 1894年，逢东学党之亂之際，以支援東學黨的名义，由釜山外国租界日本人組成的大陸浪人團體。
東學黨之亂爆發之際，釜山在住的吉倉汪聖、武田範之、大崎正吉由等9人組成天佑俠。其後，二六新報主编铃木天眼，與玄洋社的内田良平、大原義剛等泛亞細亞主義者亦加入。6月27日，天佑俠等14人聚集在大崎法務事務所，以與東學黨合流為目標，從釜山出發。天佑俠在全罗北道淳昌和東學黨領袖全琫準會面，說服其應排除佔領漢城的清军。之后，他們前往汉城，但在途中听聞甲午戰爭爆發，匆忙中決定加入日军，替日军进行侦察活动。其後，成員返回日本，天佑俠自然消失。
曾加入天佑俠的許多成員亦在甲午戰爭後担任日本侵略朝鲜半岛政策的推進者，與日韓合併有一定的關係。